# Колокола (симфоническая поэма)
Поэма «Колокола», оp. 35 — музыкальное произведение для смешанного хора, трёх солистов (сопрано, тенора и баритона) и оркестра, написанное Сергеем Рахманиновым в 1913 году на словах одноимённого стихотворения Эдгара По в переводе Константина Бальмонта. Впоследствии поэма получила посвящение: «Моему другу Виллему Менгельбергу и его оркестру Концертгебау в Амстердаме».

## История создания
Работа над поэмой была начата летом 1912 года, когда композитор делал набросок плана симфонии. Как раз в это время он получил анонимное письмо с просьбой прочесть приложенный к письму бальмонтовский перевод стихотворения Э.По, который, по мнению автора, идеально подходит для музыки и должен заинтересовать Рахманинова. Имя автора письма стало известно только после смерти Рахманинова, им оказалась ученица виолончелиста М. Е. Букиника Мария Данилова. Четырёхчастное стихотворное произведение сразу понравилось композитору, несмотря на траурный финал, и он принялся за работу. По воспоминаниям С. В. Рахманинова, «он работал над этой композицией с лихорадочным жаром» и считал, что она останется одним из любимейших его сочинений. Такое отношение Рахманинова не удивительно. Звон колоколов Софийского собора поразил его ещё в детстве, и ритм колокольного звона появляется в нескольких произведениях композитора: в последней части Сюиты № 1 (op. 5) «Светлый праздник», во Втором фортепианном концерте (op. 18) и в Третьей симфонии (op. 44).
9 июля 1913 года в письме Мариэтте Шагинян Рахманинов писал из родового имения жены Ивановки (Тамбовской губернии): «…Недавно окончил одну работу. Это поэма для оркестра, хора и голосов соло. Текст Эдгара По „Колокола“. Перевод Бальмонта».
М.Шагинян раскрыла и подоплёку странного посвящения. По её словам, оно связано с холодком, с которым Николай Карлович Метнер встретил «Колокола», и предшествовало посвящению следующее. На одной из репетиций Четвёртого концерта Бетховена между голландским дирижёром В. Менгельбергом и исполнявшим партию фортепиано Метнером произошёл конфликт, в результате которого Николай Карлович отказался от участия в совместном концерте, выступив с протестом в печати. И хотя музыкальные круги вступились за Метнера, всё это взбудоражило музыкальную общественность. Нанесённая Метнеру обида усугублялась ещё и тем, что незадолго до этих событий из печати вышла фортепианная соната Н. К. Метнера (op. 5) с посвящением Сергею Васильевичу Рахманинову.

## Структура
Четыре части Поэмы представляют собой четыре картины разного настроения и воссоздают сюжетные представления о разных этапах человеческой жизни. Первые две части (звон бубенцов и свадебный звон), проникнуты безмятежным счастьем, третья и четвертая (набат, извещающий о пожаре и похоронный звон) — звучат трагически.
Части поэмы:
1. Allegro ma non tanto (солист — тенор)
2. Lento (солист — сопрано) — свадебный звон, метафора любви;
3. Presto (для хора и оркестра) — набат, метафора угрозы и страха;
4. Lento lugubre (солист — баритон) — похоронный звон, метафора смерти.

## Премьера
Первые исполнения «Колоколов» под управлением автора состоялись:
- 30 ноября 1913 года в Петербурге с участием хора и солистов Мариинского театра Е. И. Поповой, А. Д. Александровичем, П. З. Андреевым;
- 8 февраля 1914 года в Москве при участии хора и артистов Большого Театра Е. А. Степановой, А. В. Богдановича и Ф. В. Павловского.